# Acid malic
Acid malic (oxaloacetate acid) có công thức phân tử C4H6O5.
Công thức cấu tạo: HOOC-CH2-CH(OH)-COOH.
Acid malic gọi theo danh pháp IUPAC là acid 2-hidroxybutandioic. Các muối và ester của acid malic được gọi là các malat.

## Tính chất vật lý
Acid malic là chất lỏng, tan nhiều trong nước. Có mùi thơm của táo. Thành phần chính làm nên vị chua của táo là axit này.

## Khái quát tính chất hóa học
Acid malic là hợp chất hữu cơ tạp chức, có chứa cả hai nhóm chức là carboxyl(COOH) và nhóm hydroxyl(OH).
Dó đó acid malic có tính chất của acid và những phản ứng đặc trưng của nhóm chức.

## Tính chất của acid
Tác dụng với kim loạiVì là acid yếu nên nó chỉ phản ứng với các kim loại hoạt động khá mạnh:
HOOC-CH2-CH(OH)-COOH + 3Na → NaOOC-CH2-CH(ONa)-COONa + 1,5H2
2HOOC-CH2-CH(OH)-COOH + Mg → (OOC-CH2-CH(OH)-COO)2Mg + 2H2
Nguyên tử H ở nhóm COOH có độ phân cực mạnh hơn nhiều so với ở nhóm OH nên khi phản ứng với các kim loại cứng chỉ có các gốc carboxyl phản ứng.
Tác dụng với oxide kim loại
2HOOC-CH2-CH(OH)-COOH + 3Na2O → 2NaOOC-CH2-CH(ONa)-COONa + 3H2O.
Tác dụng với muối của acid yếu hơn
HOOC-CH2-CH(OH)-COOH + 2NaHCO3 → NaOOC-CH2-CH(OH)-COONa + 2CO2 + 2H2O.
Làm đổi màu quỳ tím sang màu đỏ nhạt.

## Tính chất của nhóm COOH: phản ứng ester hóa
HOOC-CH2-CH(OH)-COOH + 2C2H5OH → C2H5OOC-CH2-CH(OH)-COOC2H5 + 2H2O.

## Phản ứng tách nước
HOOC-CH2-CH(OH)-COOH → HOOC-CH=CH-COOH + H2O.
Phản ứng này xảy ra dưới tác dụng của acid sulfuric đặc và có đun nóng.
Acid tạo ra là acid không no có đồng phân lập thể: dạng cis là acid maleic, dạng trans là acid fumaric.

## Vai trò trong cơ thể thực vật
Acid malic có mặt trong chu trình Hatch-Slack, tức pha tối của quá trình quang hợp ở các cây C4. Nó đóng vai trò là kho dự trữ CO2, khiến cho nồng độ CO2 trong tế bào mô giậu luôn cao mặc dù nồng độ trong khí quyển thấp. Cùng với hoạt tính mạnh của enzyme PEP-cacboxilaza nên cây C4 không có hô hấp sáng. Chính vì vậy, các cây này có năng suất cao (ngô, mía…)
Acid malic tạo nên vị chua của táo.